# Poesie
Als Poesie (von altgriechisch ποίησις poíesis „Erschaffung“) bezeichnet man erstens einen Textbereich, dessen Produktion traditionell nach den poetischen Gattungen geteilt wird. Nach Aristotelischer Poetik (so das Wort für die Theorie der Poesie) sind dies Drama, Epos und kleinere lyrische Gattungen. Im Deutschen wird seit dem 19. Jahrhundert eher von Literatur und literarischen Gattungen gesprochen. Allenfalls kurze Gedichte behielten das Wort, so etwa im Falle des Poesiealbums.
Der Begriff bedeutet im übertragenen Sinn ferner eine bestimmte Qualität. So spricht man etwa von der „Poesie eines Moments“ oder einem „poetischen Film“ und meint damit in der Regel, dass von dem Bezeichneten eine sich der Sprache entziehende oder über sie hinausgehende Wirkung ausgeht, etwas Stilles, ähnlich wie von einem Gedicht, das eine sich der Alltagssprache entziehende Wirkung entfaltet.
Gemeinhin wird als Gegensatz die Prosa angesehen.

## Der Komplex der poetischen Gattungen in der Geschichte
Das Sprechen von poetischen Werken und poetischen Gattungen ging im 19. Jahrhundert in der Literaturwissenschaft weitgehend auf im – noch heute bevorzugten – Sprechen von Literatur und literarischen Gattungen. Parallele Begriffsbildungen etablierten sich: Statt von poetischen Qualitäten spricht man von literarischen und von Literarizität. Die neuen Begriffe rund um das Wort „Literatur“ sind dabei weiter gefasst, weder an bestimmte Regeln noch Gefühle gebunden. Man muss sich mit der Literaturgeschichte befassen, um literarische Qualitäten zu benennen. Somit erlauben es die neuen Begriffsbildungen, neben Versen auch Prosa zu würdigen.
Der Textbereich, für den im Deutschen im 19. und 20. Jahrhundert das Wort Poesie noch am längsten in Gebrauch war, wird heute in der deutschen Literaturwissenschaft eher als Lyrik behandelt: der Bereich der kleinen Gattungen, die erst vom ausgehenden 18. Jahrhundert an gegenüber den großen des Dramas und des Epos an Bedeutung gewannen. Das Wort Poesie wurde auf diese Gattungen zurückgedrängt und im Deutschen auch für sie am Ende weitgehend (sieht man von Sonderformen wie Konkrete Poesie ab) ungebräuchlich. Hier ging beispielsweise die englische Sprache nicht ganz so weit: poetry steht dort weitestgehend für das, was im Deutschen „Lyrik“ ist. Lyrics bezeichnen dagegen zumeist Liedtexte.

### Mittelalter, Frühe Neuzeit und gelehrter Rückbezug auf die Antike

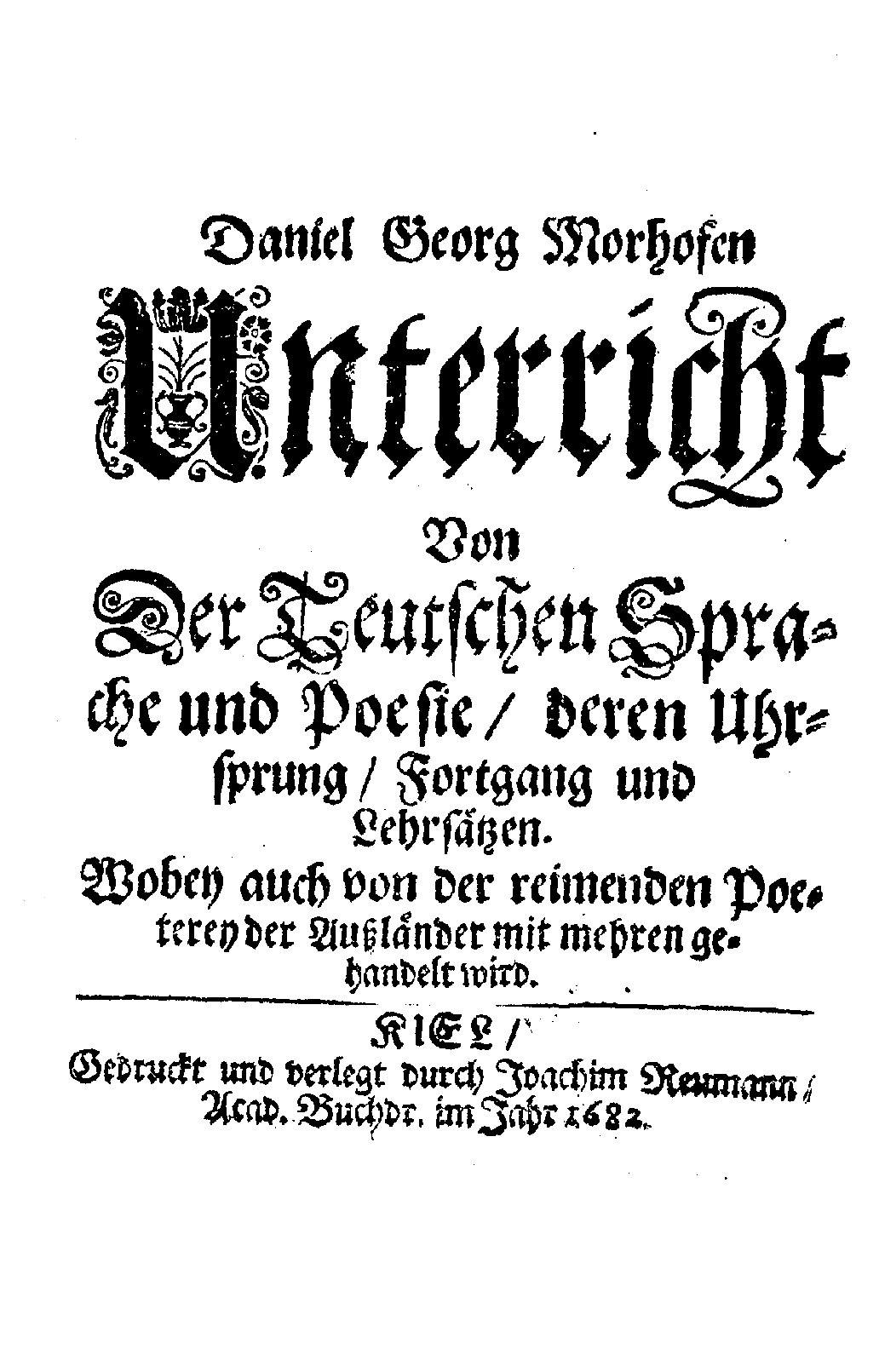
Daniel Georg Morhofs Buch über die deutsche Sprache und Poesie – umfasst selbstverständlich Oper und Ballett

Der Begriff Poesie umfasste in der Antike und frühen Neuzeit die Werke in gebundener Sprache, während im Mittelalter nur die quantitierende Dichtung (an der Silbenlänge orientiert) in antiker Tradition als poesis bezeichnet wurde, die neuentstandene akzentrhythmische Dichtung (an der Silbenbetonung orientiert) aber der Prosa zugeordnet und in den Poetiken nicht behandelt wurde. Maßgebliche Autorität in der Theorie poetischer Gattungen war dabei bis in das frühe 18. Jahrhundert Aristoteles, dessen überlieferte Poetik für die Tragödie die eingehenderen Aussagen machte, von denen aus die Untergliederungen des Epos und des Dramas in jeweils eine ernste, heroisch tragische und eine komische, satirisch-komödiantische Produktion durchgeführt wurden. Als Reflexion des Wesens der Dichtkunst bedeutend ist die Ars poetica des römischen Dichters Horaz, vor allem durch den einflussreichen Vergleich von Dichtung und Malerei (Ars poetica 361 Ut pictura poesis), der seit dem Humanismus der Renaissance immer wieder zitiert wurde und als Ausgangspunkt für die Wesensbestimmung der Dichtkunst und der Malkunst im Vergleich diente.
Das Mittelalter erlebte, vor allem seit dem 12. Jahrhundert, das Aufblühen einer volkssprachigen Dichtung in fast allen europäischen Sprachen, die sich in vielem der antiken Tradition entledigte bzw. auf von ihr unabhängigen Voraussetzungen beruhte, wenn sie sich auch keineswegs gänzlich unbeeinflusst von ihr entwickelte. Auch in der gelehrten poetischen Produktion des Mittellateins, das zunächst die allein herrschende Literatur- und Schriftsprache gewesen  war und seine führende Rolle erst Ende des 17. Jahrhunderts einbüßte, wurden mit teilweise aus der volkssprachigen Dichtung übernommenen, teilweise  eigenständig entwickelten Techniken, Gattungen und Strophenformen wie der akzentrhythmischen Dichtung und den Reimformen, der Sequenzendichtung, dem Leich (s. auch Lai), dem Minnesang, der Spruchdichtung und Sangspruchdichtung, der Vagantendichtung und dem geistlichen Spiel neue Wege beschritten, wie am besten das Beispiel der Carmina Burana zeigt. Obwohl daneben die traditionelle quantitierende Dichtung und antike Gattungen wie Epigramm, Briefgedicht, Hymnus, Lyrik, Epos und Lehrgedicht fortgeführt wurden und allein das antike Drama, abgesehen von der singulären Ausnahme Hrotsvits von Gandersheim, keine Fortsetzung erlebte, berief sich dennoch keine der mittelalterlichen Reformbewegungen auf Aristoteles, der gleichwohl aber als antike Autorität überliefert wurde. Das änderte sich mit dem Beginn der Neuzeit. Nun setzten im Zuge der Reformanstöße auf den verschiedensten Gebieten, die im Zeitalter von Humanismus und Renaissance vor allem aus der Gelehrsamkeit, der res publica literaria, heraus erfolgten, auch kritische Überlegungen zur Dichtkunst ein, die sich ausdrücklich auf Aristoteles beriefen: Das Mittelalter, das nun definiert wurde, hatte, so die gelehrte Kritik, einen Kulturverfall mit sich gebracht. Sagen, Legenden und ein allegorisches geistliches Drama hatten die hohe griechische und römische poetische Produktion ersetzt. Die akzentrhythmische Dichtung und der Reim waren von den Volkssprachen in das Latein eingedrungen. Griechische und römische Dramatiker wurden neu aufgelegt und für verbindlich erklärt. Im Drama wurde noch im 16. Jahrhundert das Gattungsspektrum entwickelt, das im frühen 17. Jahrhundert mit Autoren wie William Shakespeare und Pedro Calderón de la Barca seine Blütezeit erlebte. Es setzte sich gleichzeitig anhaltender gelehrter Kritik aus. Weder Shakespeare noch Calderón hielten sich, so die Autoren der Gelehrsamkeit, an die aristotelischen Vorgaben. Besonders beanstandet wurde, wie sehr sich bei ihnen Hohes und Niederes vermischte, wie wenig dabei auf Einheit von Ort und Handlung geachtet wurde, wie viel dagegen auf Spannung und Unterhaltung durch Irregularität, statt auf Didache und moralische Unterweisung.
Eine zweite Entwicklung beschäftigte, von Italien angestoßen, die gelehrte Kritik im Laufe des 17. Jahrhunderts zunehmend: Gerade in der Rekonstruktion antiker Dramatik hatte man die Oper konstruiert. Ihre Mischung aus Arien und Rezitativen sollte wieder auferstehen lassen, was Aristoteles mit der Aufgabe des Chores in der antiken Tragödie angesprochen hatte. Vor allem sollte sie im Sinne der antiken Musiktheorie die Affekte zum Ausdruck bringen. Es erwies sich noch im Verlauf des 17. Jahrhunderts, dass die Oper dabei keineswegs aristotelischen Regeln folgte. Den Text ordnete sie der Musik zunehmend unter, sie verpflichtete sich weder auf eine Komödien- noch auf eine Tragödienhandlung. Die meisten Opern endeten nach einem tragischen Konflikt in einem triumphalen Fest neu etablierter Ordnung.
Die Reformbestrebungen, die sich im 17. Jahrhundert gegen die aktuelle Poesie stellten, verbreiteten sich, vor allem von Frankreich aus, in der europäischen Gelehrsamkeit. Einflussreich war hier die Académie Française, die die Aufgabe übernahm, Poesie im nationalen Interesse in französischer Sprache zu vervollkommnen. Deutsche Gelehrte nahmen die Herausforderung an und versuchten der Nation Musterwerke einer deutschen Poesie im 17. Jahrhundert vorzulegen. Hier ließen sich allenfalls Schuldramen in einem neuen Stil verfassen. Die Frage nach der normativen Bedeutung der Antike war dabei Gegenstand erbitterter Auseinandersetzungen, die als Querelle des Anciens et Modernes in Literaturgeschichte und Kunstgeschichte Eingang gefunden haben. Der Streit drehte sich um zwei gegensätzliche ästhetische Modelle: das Prinzip der Nachahmung, das sich an der Antike als absolutem Schönheitsideal orientierte und andererseits das Prinzip der Imagination des Genies, das aus sich selbst schöpft.
Das Ergebnis der Reformbestrebungen des 17. Jahrhunderts war eine zunehmende Trennung der Poesiekritik von der Poesieproduktion, wie sie in ganz Europa Moden generierte. Die Oper verdrängte in der zweiten Hälfte die Tragödie in ganz Europa. Das heroische Epos wurde zum Geschäft politischer Propaganda, während sich auf dem Buchmarkt allenfalls satirische Dichtungen hielten, ansonsten dagegen die Prosa um sich griff. Gegen diese Tendenzen trat in Deutschland Martin Opitz auf. 1624 veröffentlichte er sein Hauptwerk, das Buch von der Deutschen Poeterey, welches seinerseits stark von den Poetices libri septem des Julius Caesar Scaliger beeinflusst war. Hierin beschreibt er Regeln und Grundsätze einer neu zu begründenden hochdeutschen Dichtkunst, die sich nicht ausschließlich an den überlieferten antiken Versmaßen ausrichten, sondern vielmehr eine eigene, der deutschen Sprache gemäße metrische Form finden solle. Er verfolgte das Ziel, die deutsche Dichtung auf Basis von Humanismus und antiken Formen zu einem Kunstgegenstand höchsten Ranges zu erheben, und es gelang ihm, eine neue Art der Poetik zu schaffen, die weitreichenden Einfluss erlangte, auch wenn die moderne Forschung dazu tendiert, seine Bedeutung stärker zu relativieren.

### Reform und Literarisierung der Poesie im 18. Jahrhundert
Mehrere Tendenzen führten im 18. Jahrhundert zu einer Reform der Poesie, in der am Ende der Schritt zu „Literatur“ als dem besseren Begriff vollzogen wurde. Entscheidende Vorbedingung war für diese Reform, dass sie nicht länger von einer Gelehrsamkeit ausging, die wenig Einfluss auf den Markt hatte und sich von ihm weitgehend distanzierte. Die Gelehrsamkeit des frühen 18. Jahrhunderts verfügte in Deutschland mit ihren „literarischen“, im Moment noch den Wissenschaften gewidmeten Journalen (siehe den Artikel Literaturzeitschrift) über die Medien, mit denen sich langfristig erfolgreich öffentliche Debatten anstoßen ließen. In England und Frankreich nutzte sie die belles lettres, die „galanten Wissenschaften“, als kommerzielle Plattform, auf der sich Klassiker mit neuen eleganten Vorreden, in die Landessprachen übersetzt, vermarkten ließen. Vom kommerziellen Markt, den sie mit galanter statt akademischer Bildung belieferten, gingen die weiteren europäischen Impulse aus.
Sprengkraft gewann der von der Gelehrsamkeit, der Literaturkritik, ausgehende Ruf nach einer Reform der Poesie im 18. Jahrhundert auf dem Gebiet des Dramas. Das Epos erwies sich als nicht reformierbar. Niemand las lange ernste Verswerke gerne im Druck, so der weitgehende Konsens unter Kritikern zu Beginn des 18. Jahrhunderts. Prinzipiell hatte die Prosa des Romans das heroische Versepos verdrängt, es existierte fast ausschließlich in politisch motivierter Panegyrik oder in gelehrten Experimenten. Anders sah die Lage auf dem Gebiet des dramatischen Angebots aus. Bereits das 16. und 17. Jahrhundert hatten eine Blütezeit des Dramas erlebt, damals, vor allem im Jesuitentheater, auch noch in lateinischer Sprache. Komödien und Opern in den Volkssprachen bestimmten nun den Theaterbetrieb. In den protestantischen Ländern, die bei der Reform der Poesie eine entscheidende Rolle spielten, taten sie dies unter erheblicher Kritik der protestantischen Geistlichkeit, in Städten zudem unter gespaltener bürgerlicher Rezeption: Die Komödien Londons waren aristokratisch, man machte sich hier offen über das Bürgertum lustig. Die Opern waren in ganz Europa eng mit der höfischen Maitressenwirtschaft verbunden, ein Betrieb, dem Kastraten und berühmte Opernsängerinnen einen skandalösen Beigeschmack gaben. Gelehrte Rufe nach einer Reform des Dramas fielen hier in dem Moment, in dem sie öffentlichere Medien nutzten, auf breites Gehör. Der Ruf nach einer Rückkehr zu einem eher aristotelischen Drama gewann Kraft als neutraler, nicht geistlicher und nicht bürgerlicher, wissenschaftlich begründeter Reformaufruf. Autoren, die die reformierten Stücke lieferten, gewannen mit der neuen gelehrten Kritik gleichzeitig eine neue Vermarktungsplattform: Sie konnten Stücke schreiben, die sich über die Diskussion vermarkteten würden. Mit den 1720ern und 1730ern setzte in Deutschland wie in England die Suche nach neuen Dramen ein, die sich von der Oper wie von der Komödie distanzierten und die sich gezielt darum bemühten, von den Kritikern anerkannt zu werden. Hier wie dort machten Autoren, die wie Richard Steele und Johann Christoph Gottsched sowohl als Kritiker wie auch Autoren agierten, die ersten Vorgaben mit experimentellen Dramen, die sie selbst in ihren Vorzügen besprachen.
Die Reform der Komödie führte mit dem Beginn des 18. Jahrhunderts in Europa schrittweise zur Entwicklung einer empfindsamen, zunehmend bürgerlichen Komödie, die sich zum bürgerlichen Trauerspiel fortentwickeln ließ. Die Oper geriet in Nordeuropa gleichzeitig in die Defensive. Deutlich zeigt sich dies auf Londons Markt, wo Komponisten wie Georg Friedrich Händel im Verzicht auf sinnenfreudige Operninszenierungen, mit denen er lange Zeit außerordentlich erfolgreich gewesen war, schließlich dem Oratorium und der Kantate den Vorzug einräumten. In der Umgestaltung des Poesiebegriffes, die damit eingeleitet war, wurden die Oper, das Oratorium, die Kantate und das Ballett, alles Formen, die Poesiefachleute noch um 1700 zur Poesie rechneten, aus dieser ausgegliedert und der Musik zugeschrieben.
Ein neues bürgerliches Drama mit potentiell tragischen Handlungen trotz geringerer Fallhöhe der Protagonisten kam Mitte des 18. Jahrhunderts in Anlehnung an aktuelle Romane auf.
Der Aufstieg des Romans zur kritikwürdigen Gattung und seine Positionierung neben der Tragödie machten es gleichzeitig zunehmend schwierig, diesen sich neu bildenden Komplex noch als Poesie im Sinne der aristotelischen Poetik zu bezeichnen. François Fénelons Telemach (1699/1700) wurde in den ersten Jahren des Jahrhunderts unter der Frage diskutiert, ob hier nicht eine neue Poesie in Prosa gelungen war, und ob demnach nicht Frankreich soeben das fehlende heroische Epos der Moderne hervorgebracht hatte. Der Roman gewann die Position des modernen Epos in den 1740ern vor allem in der Diskussion, die Samuel Richardsons Pamela, or Virtue Rewarded (1740) auf sich zog. Erkannte man die neuen bürgerlichen Trauerspiele, die in den 1750ern von Autoren wie Gotthold Ephraim Lessing geschrieben wurden, als Weiterentwicklungen der gottschedianischen, aristotelischen Tragödie an, wie Lessing es anbot, dann musste man konsequenterweise den aktuellen Roman, der dem Pate stand, als das moderne epische Gegenstück des modernen Dramas anerkennen.
Der Effekt war in den 1750ern die schrittweise Dekonstruktion des alten Spektrums poetischer Gattungen. Prosa zog in den Bereich des Dramas wie in den des Epos ein. Roman und Drama bildeten Äquivalente in einem neuen System, das neue Begrifflichkeiten verlangte. „Dichtung“ war eine alternative Option im Deutschen, „Literatur“ oder, eingeschränkt, „schöne Literatur“ wurde der neue Oberbegriff mit der Wende ins 19. Jahrhundert. Die Wahl des Begriffs „Literatur“ für das neue Spektrum poetischer Gattungen geschah fließend und unmerklich, da er innerhalb von Journalen vonstattenging, die die neueste Literatur besprachen. In ihnen ging es um 1700 vorrangig um die Wissenschaften und einen eleganten Teilbereich „galanter“ oder „schöner Wissenschaften“, zu denen die Poesie gehörte. Mitte des 18. Jahrhunderts spezialisierten sich erste Literaturzeitschriften auf die Poesie. Im frühen 19. Jahrhundert wurde es in der Folge unklar, warum Literatur der Bereich der Wissenschaften sein sollte, wenn die Literaturkritik doch vor allem Werken galt, die man hundert Jahre zuvor am ehesten als Poesie bezeichnet hätte. Die Literaturwissenschaft überließ nun das Wort Poesie einer Vergangenheit, die an aristotelischer Poetik interessiert war. Modern war demgegenüber ein Sprechen von Literatur im Blick auf Poesie. Die erste moderne Literaturgeschichte des 19. Jahrhunderts, die von Georg Gottfried Gervinus verfasste Geschichte der poetischen National-Literatur der Deutschen, reflektiert die Blickwendung im Titel.
Mit dem neuen auf die umgestaltete Poesie gebrachten Literaturbegriff entfielen die Oper, das Oratorium, die Kantate, das Ballett dem Spektrum poetischer Gattungen, in dem sie sich zwischen 1550 und 1800 befanden. Allein dem Lied ließ man Raum in einem Feld der poetischen Kleingattungen, das die Literatur im neuen Sinn behielt. Prosa wurde im neuen Literaturbegriff zentral. In der Poesie hatte sie kaum eine Rolle gespielt. Der Bereich der Casualpoesie oder Gelegenheitsdichtung wurde disqualifiziert als unliterarisch. Die neue literarische Produktion wurde neu differenziert. Hoch waren nicht länger die heroischen gegenüber den satirischen Gattungen, das heroische gegenüber dem satirischen Epos, die Tragödie gegenüber der Komödie. Hoch war im modernen Literaturbegriff die Produktion aller Gattungen, die Anspruch auf kritische Würdigung als Kunst erhob. Niedrig wurde ihr gegenüber der Massenmarkt trivialer Literatur. Hier spielte der Geniebegriff und -kult des Sturm und Drang, der Romantik und des deutschen Idealismus eine entscheidende Rolle. Dichtung und Kunst waren im Sinne dieser neuen Ästhetik nicht länger lernbares Handwerk. Schon bei Immanuel Kant, der als einer der Wegbereiter des Geniebegriffs zu gelten hat, beschränkten sie sich nicht mehr auf bloße Mimesis, aber jetzt traten mit einem gegenüber dessen Lehre von der Subjektivität des ästhetischen Urteils (Kritik der Urteilskraft), neuen, gesteigerten Wahrheitsanspruch auf und hatten daher unabhängig von der Beachtung normativer formaler Regeln allein als authentischer Gefühlsausdruck ihres genialischen Schöpfers einen Wert, weil dieser durch die nur ihm zu Gebote stehenden vermeintlichen Erkenntnisinstrumente der Intuition oder Inspiration zum Künder einer höheren, die Vernunft transzendierenden metaphysischen Wahrheit berufen schien und dem Rezipienten einen, wenn auch durch dessen beschränktes Erkenntnisvermögen begrenzten Zugang zu dieser, ja zum Absoluten selbst, zu verschaffen schien (Schelling, Fichte). Kritik an dieser Auffassung übten Hegel, der im Rahmen seines Stufenmodells Kunst und Religion zwar Erkenntniswert zubilligte, aber auf dem Vorrang der philosophischen Erkenntnis beharrte, und  Goethe nach seiner Abwendung vom Sturm und Drang seiner frühen Jahre. Der Geniebegriff bildete jedoch die Voraussetzung nicht nur für die Einbeziehung der Prosa, sondern auch für die Entstehung neuer Dichtungsformen, die die überlieferten Vers- und Strophenformen hinter sich ließen: so die freien Rhythmen Klopstocks und Hölderlins, oder die freien Verse der Moderne.
Die Literaturwissenschaft des 20. Jahrhunderts, die sich vom Poesiebegriff zunehmend verabschiedet hatte, reklamierte gleichzeitig historische Kontinuität für sich. In der Regel geht mit ihr die Unterstellung einher, dass die „literarischen Gattungen“ schlicht die poetischen nach Aristoteles sind, und dass hier allenfalls Worte gewechselt wurden: Poesie wurde im 18. Jahrhundert deutsch „Dichtung“ und dann wissenschaftstauglicher „Literatur“ genannt, in Abgrenzung von Literatur im Allgemeinen, die alle sprachlichen Zeugnisse umfasst, zu der also auch Nichtschriftliches, Fachliteratur, Gebrauchsliteratur und Presseerzeugnisse zählen, hat sich auch der Begriff schöne Literatur eingebürgert. Das Wort Dichter blieb gleichwohl vorwiegend auf Verfasser poetischer Texte im engeren Sinne beschränkt, wohingegen Verfasser der prosaischen Belletristik üblicherweise als Schriftsteller bezeichnet werden.

### Wiederentdeckungen des Poetischen im 20. Jahrhundert
Die Umgestaltung des Gattungsspektrums vom Spektrum „poetischer“ zum Spektrum „literarischer“ Gattungen ließ im 19. Jahrhundert das Wort Poesie zunehmend frei verfügbar werden. Die „Poesie eines Augenblicks“ entfaltet sich als „magischer Moment“ im Betrachter. Der „poetische Film“ ist nur zum Teil eine Gattung. Hier wird ähnlich eine sanfte Wirkung auf den Betrachter konstatiert. Als Gegenpol dieser emotionalen Verwendung konstatiert die Kunst seit dem 19. Jahrhundert das Kitschige, das angeblich unechte Gefühl.
Für den frei verfügbar gewordenen Begriff ist bezeichnend, dass er sich im 20. Jahrhundert gerade der literarischen Avantgarde zur Übernahme anbot. Der Dadaismus stellte als eine Art Antikunst oder Antipoesie den überkommenen Kunst- und Poesiebegriff, sowie die zugrundeliegende Werteordnung radikal in Frage, schuf damit aber letztlich nur eine neue Form der Poesie, die sich jeglicher formaler Norm ebenso entzog, wie dem Postulat nach sprachlicher Sinnhaftigkeit. Im Surrealismus wie in der Kritik am sozialistischen Realismus in Osteuropa wurde Alltägliches poetisiert: André Breton sprach von der „Poesie des Alltags“, Jacques Prévert zog das rätselhaft werdende Alltägliche in die Poesie. Die Surrealisten um Breton propagierten ferner die von dem Psychotherapeuten Pierre Janet zu therapeutischen Zwecken entwickelte Écriture automatique als neue poetische Technik, und Paul Éluard unterschied dem gemäß zwischen „beabsichtigter“ und „unbeabsichtigter“ Poesie. Den surrealistischen Optionen, das Etikett „poetisch“ frei verfügbar zu machen, stehen modernistische, reduktionistische gegenüber: Konkrete Poesie ist hier ein Experimentierfeld, in dem mit dem Zustandekommen von Bedeutung im Gedicht gespielt wird, etwa dadurch, dass man das Gedicht in seiner Textgestaltung an die Aussage angleicht, es nicht mehr für etwas anderes stehen lässt als sich selbst, so die Theorie.
Es ist unklar, ob die letzten Jahre eine Renaissance des Begriffs Poesie mit sich brachten. Hier scheint insbesondere das im angelsächsischen Sprachraum verbreitete Sprechen von poetry für alles, was im Deutschen unter „Lyrik“ gehandelt wird, Einfluss auszuüben. So spricht man von Digitaler Poesie statt von digitaler Lyrik – Digital Poetry ist hier die direkte Übersetzung, die im Deutschen nach dem Modell „konkreter Poesie“ eigene Plausibilität gewinnt. In der Umgangssprache findet man in den letzten Jahren zudem zunehmend das englische Wort Lyrics für „Songtexte“ (die deutschsprachige Wikipedia bietet etwa die automatische Weiterleitung auf Liedtext). Von Poetry wird dagegen auf Veranstaltungen wie Poetry-Slams gesprochen. Die Tendenz solcher begrifflicher Transfers ist in der Regel nicht die Ersetzung, sondern die Ausdifferenzierung des Wortschatzes. Die als fremde und veraltete zurückgewonnenen Worte gewinnen spezifische Bedeutung in einem begrifflichen Spektrum, das nun Poesie als Wort für spezifisch schöne und dem Andenken gewidmete Gedichte nutzt (wie auch in „Poesiealbum“) es ansonsten gattungsunabhängig verfügbar macht („ein Film mit sehr poetischen Bildern“). Lyrik bleibt dabei das literaturwissenschaftliche Fachwort für Kleingattungen des Gedichts, Poetry und Lyrics werden die modernen Bereiche, die mit der internationalen aktuellen Popkultur weltweite Bedeutung gewinnen.
Einen besonderen Fall der Lyrik stellt die sogenannte Unsinnspoesie dar.

### Allgemeine Literatur
- Klaus Peter Dencker (Hrsg.): Poetische Sprachspiele – Vom Mittelalter bis  zur Gegenwart. Reclam, Stuttgart 2002, ISBN 3-15-018238-7.
- Rainer Rosenberg: Eine verworrene Geschichte. Vorüberlegungen zu einer Biographie des Literaturbegriffs. In: Zeitschrift für Literaturwissenschaft und Linguistik. 77 (1990), S. 36–65.
- William Paton Ker: Form and Style in Poetry. London 1928.

### Poetiken von historischem Interesse
- Aristoteles: Poetik. (Griechisch/deutsch). Übersetzt und herausgegeben von Manfred Fuhrmann. Reclam, Stuttgart 1994.
- Horaz:  De arte poetica. In: Quintus Horatius Flaccus: Opera, lat./dt. Mit einem Nachwort hrsg. von Bernhard Kytzler. Reclam, Stuttgart 1992.
- Nicolas Boileau-Despréaux: L'art poétique. Paris 1674.
- Daniel Georg Morhof: Unterricht von der deutschen Sprache und Poesie. Kiel 1682.
- Erdmann Neumeister: Die allerneueste Art, zur reinen und galanten Poesie zu gelangen. G. Liebernickel, Hamburg 1707. (Ursprgl. Verfasserangabe: Menantes = Pseudonym von Christian Friedrich Hunold der hier als eine Art Herausgeber fungiert.)
- Johann Christoph Gottsched: Versuch einer kritischen Dichtkunst für die Deutschen. Leipzig 1730.